# Clitellaria mediflava
Clitellaria mediflava är en tvåvingeart som beskrevs av Yang och Akira Nagatomi 1992. Clitellaria mediflava ingår i släktet Clitellaria och familjen vapenflugor. Inga underarter finns listade i Catalogue of Life.